# Stazione di Pigneto
La stazione di Roma Pigneto è una fermata ferroviaria in costruzione, ubicata lungo la Ferrovie Fl1 e Fl2, e situata nel quartiere Prenestino-Labicano di Roma, al di sotto della circonvallazione Casilina.

## Storia
La costruzione della stazione era stata discussa sin primi anni 2000. Inizialmente, i cantieri dovevano partire in contemporanea con quelli dell'omonima stazione della linea C.
Nel marzo 2014, con il prolungamento delle corse della FL3 fino alla stazione di Roma Tiburtina, si riprese a parlare della stazione. A dicembre dello stesso anno Roma Capitale e Rete Ferroviaria Italiana firmarono un verbale d'intesa in cui annunciavano l'inizio dei lavori nel settembre del 2015 e la chiusura entro il 2017, ma tali date non sono state rispettate.
Nel gennaio 2022 il sindaco di Roma Roberto Gualtieri annunciò che la stazione sarebbe stata pronta per il Giubileo del 2025. A giugno 2023, Rete Ferroviaria Italiana avviò la procedura di appalto per i lavori. I 100 milioni di euro per il finanziamento del progetto furono ottenuti dall'Unione europea attraverso il Piano Nazionale di Ripresa e Resilienza.
Nel settembre 2023, la gara d'appalto è giunta a scadenza senza ricevere alcuna offerta, causando pertanto il rinvio dell'inaugurazione della stazione oltre il Giubileo del 2025. A novembre 2023 e febbraio 2024 andarono parimenti deserte anche la seconda e la terza gara d'appalto.
Nell'agosto 2024 Rete Ferroviaria Italiana ha aggiudicato i lavori a una rete temporanea d'impresa formata da MI.COS, MACEG, GEMA e SALCEF. La fermata delle linee FL1 ed FL3 sarà completata entro il 2026, mentre nel 2029 sarà inaugurato il tunnel di collegamento con la stazione Pigneto della metropolitana.
Il 23 settembre 2024 sono iniziati i lavori di costruzione della stazione.

## Interscambi
La fermata si troverà in corrispondenza dell'omonima stazione della linea C della metropolitana di Roma, con la quale è previsto un interscambio tramite un collegamento sotterraneo. Inoltre, è prevista la realizzazione della fermata Mandrione per l’interscambio con le ferrovie regionali FL4 e FL6  creando un unico grande nodo di scambio metroferroviario. Nelle immediate vicinanze vi sono anche le fermate tranviarie e metrotranviarie (piazzale Prenestino su via Prenestina, ca. 350 m. a nord, tram 5, 14 e 19; e Sant'Elena su via Casilina, ca. 350 m. a sud, ferrovia Roma-Giardinetti).
- Fermata autobus
- Fermata metropolitana (Pigneto, linea C)